# Willy Vande Walle
Willy F. Vande Walle (21 november 1949) is een Belgisch hoogleraar, auteur, sinoloog en japanoloog.
Vande Walle is professor emeritus in de japanologie aan de Katholieke Universiteit Leuven (KU Leuven) in België. Zijn klassen in de Japanse taal, letterkunde en geschiedenis werden onderwezen in het Nederlands.

## Onderscheidingen
- 2000 - Japan Foundation, Speciale Prijs.[3]
- 2006 - Orde van de Rijzende Zon.[1]

## Schrijven
- 1989 -- Takakura - Habits de la cour impériale du Japon / Keizerlijke gewaden uit Japan (met Muneyuki Sengoku). Brussels: Europalia Foundation International.
1 editie in 1989 gepubliceerd in het Nederlands en in het bezit van 11 bibliotheken wereldwijd[4]
- 2001 -- Dodonæus in Japan: Translation and the Scientific Mind in the Tokugawa Period (met Kazuhiko Kasaya). Leuven: Leuven University Press. ISBN 978-9-058-67179-0; OCLC 49539599.
2 edities in 2001 gepubliceerd in het Engels en in het bezit van 96 bibliotheken wereldwijd[4]
- 2003 -- The History of the Relations Between the Low Countries and China in the Qing Era (1644-1911) with Noël Golvers. Leuven Chinese Studies XIV. Leuven: Leuven University Press. ISBN 978-9-058-67315-2
3 edities in 2003 gepubliceerd in het Engels en in het bezit van 88 bibliotheken wereldwijd[4]
- 2005 -- Japan & Belgium: Four Centuries of Exchange. Brussels: Commissioners-General of the Belgian Government at the Universal Exposition of Aichi 2005, Japan. ISBN 978-2-960-04910-7; OCLC 66344607.
3 edities in 2005 gepubliceerd in het Engels en in het bezit van 9 bibliotheken wereldwijd[4]

- Bibliothèque nationale de France: cb12505087d (data)
- CiNii: DA05930316
- Gemeinsame Normdatei: 1055764372
- International Standard Name Identifier: 0000 0000 6153 8948
- Library of Congress Control Number: n95119476
- Nationale Bibliotheek van Israël: 987007460077305171
- Nederlandse Thesaurus van Auteursnamen: 07232760X
- LIBRIS: 256044
- Système universitaire de documentation: 034279229
- Virtual International Authority File: 58335442
- WorldCat: E39PBJgMxdy3mHKh63fpvtCG73